# 皋玉凤
皋玉凤（1948年—），汉族，中华人民共和国政治人物、第十一届全国政协委员。
加入中国共产党，担任上海地产有限公司党委书记、董事长。2008年，当选第十一届全国政协委员，代表中华全国妇女联合会，分入第二十组。